# Tokusou Sentai Dekaranger: 10 Years After
Tokusou Sentai Dekaranger: 10 Years After ((特捜戦隊デカレンジャー: 10 Years After Tokusō Sentai Dekarenjā: Ten Iyāzu Afutā) là một bộ phim V-Cinema được phát hành để kỷ niệm 10 năm của Tokusou Sentai Dekaranger, đây là phim kỉ niệm 10 năm thứ hai sau Ninpuu Sentai Hurricanger: 10 Years After.

## Nội dung
Vụ việc tiết lộ trái phép thông tin điều tra của chỉ huy phân khu Trái đất Doggie Kruger cho Space Mafia dẫn đến vụ giết người tàn khốc. Ngoài ra, Doggie bị bắn và phải nhập viện trong tình trạng hôn mê. Hậu quả của những sự cố này đã làm Doggie bị coi là một tội phạm. Mười năm sau khi Dekaranger cứu Trái Đất, Ban đang tiếp tục làm việc cho Cảnh sát vũ trụ (Đội Fire Squad). Các thành viên khác của Dekaranger đều đã đi con đường riêng của họ. Lần đầu tiên sau 10 năm, Dekaranger tập hợp để giải quyết vụ án có liên quan tới chỉ huy của họ.

## Nhân vật
| DekaRed    | Ban (Akaza Banban)      |
| DekaBlue   | Hoji (Tomasu Houji)     |
| DekaGreen  | Sen (Enari Senichi)     |
| DekaYellow | Jasmine (Reimon Marika) |
| DekaPink   | Umeko (Kodou Koume)     |
| DekaBreak  | Tetsu (Aira Tekkan)     |
| DekaMaster | Doggie Kruger           |

- Shiratori Swan
- Murphy K9
- Hiwatari Hikaru
- Hiwatari Taiga
- Carrie

### Phản diện
- Kight Reidlich
- Clone Abrella

| Neo DekaRed    | Assam Asimov |
| Neo DekaYellow | Mugi Grafton |

## Diễn viên
- Akaza Banban (赤座 伴番?): Sainei Ryūji (さいねい 龍二?)
- Tomasu Hōji (戸増 宝児?): Hayashi Tsuyoshi (林 剛史?)
- Enari Senichi (江成 仙一?): Itō Yōsuke (伊藤 陽佑?)
- Reimon Marika (礼紋 茉莉花?): Kinoshita Ayumi (木下 あゆ美?)
- Kodō Koume (胡堂 小梅?): Kikuchi Mika (菊地 美香?)
- Aira Tekkan (姶良 鉄幹?): Yoshida Tomokazu (吉田 友一?)
- Doggie Kruger (ドギー・クルーガー Dogī Kurūgā?, Voice): Inada Tetsu (稲田 徹?)
- Shiratori Suwan (白鳥スワン?): Ishino Mako (石野真子?)
- Assam Asimov (アサム・アシモフ Asamu Ashimofu?): Tochihara Rakuto (栩原 楽人?)
- Mugi Gurafuton (ムギ・グラフトン?): Hata Mizuho (秦 瑞穂?)
- Hiwatari Hikaru (日渡 氷狩?): Uemura Yūto (上村 祐翔?)
- Carrie: Kobayashi Rino (小林 里乃?)Bố của
- Bố của Carrie: Tsutsui Takumi (筒井 巧?)
- Michael Micsong (マイクル・マイクソン Maikuru Maikusonn?, Voice): Sasaki Isao (ささき いさお?)
- Agent Abrella (エージェント・アブレラ Ējento Aburera?, Voice): Nakao Ryūsei (中尾 隆聖?)
- Igaroids (イーガロイド Īgaroido?, Voice): Nakai Kazuya (中井 和哉?)
- Kight Reidlich (カイト レイドリッヒ Kaito Reidorihhi?, Voice): Koyama Rikiya (小山 力也?)
- Dẫn chuyện: Furukawa Toshio (古川 登志夫?)